# Hubert Germain
Hubert Germain MBE (* 6. August 1920 in Paris; † 12. Oktober 2021 ebenda) war ein französischer Offizier und Politiker (UNR-UDT, UDR). Germain wurde durch seinen Einsatz bei den Kämpfen zur Befreiung Frankreichs im Zweiten Weltkrieg bekannt. Er war zwischen 1962 und 1973 mehrmals Mitglied der Nationalversammlung sowie von 1972 bis 1974 Minister für Post und Telekommunikation. 

## Leben
Hubert Germain war der Sohn von General Maxime Germain (1881–1953). Aufgrund der Karriere des Vaters bei den Kolonialtruppen besuchte er Schulen in Damaskus und Hanoi, dann das Lycée Saint-Louis in Paris. Als 1939 der Zweite Weltkrieg ausbrach, bereitete er sich am Lycée Michel-Montaigne in Bordeaux auf die Aufnahmeprüfung für die École navale vor. 

### Zweiter Weltkrieg
Statt den Test für die Marineschule abzulegen, schiffte sich Germain nach dem deutsch-französischen Waffenstillstand am 22. Juni 1940 nach Großbritannien ein und trat dort den freien französischen Streitkräften bei. Nachdem er auf dem Schlachtschiff Courbet eine Ausbildung zum Marineoffizier abgeschlossen hatte, wurde er im Frühjahr 1941 dem Generalstab der 1. Freien französischen Division (1. DFL) unter General Paul Legentilhomme im Nahen Osten zugeteilt. Nachdem er an Kämpfen in Syrien teilgenommen hatte und seine Offiziersausbildung in Damaskus abgeschlossen hatte, wurde er der 1. Freien Französischen Brigade unter General Pierre Kœnig zugeteilt.

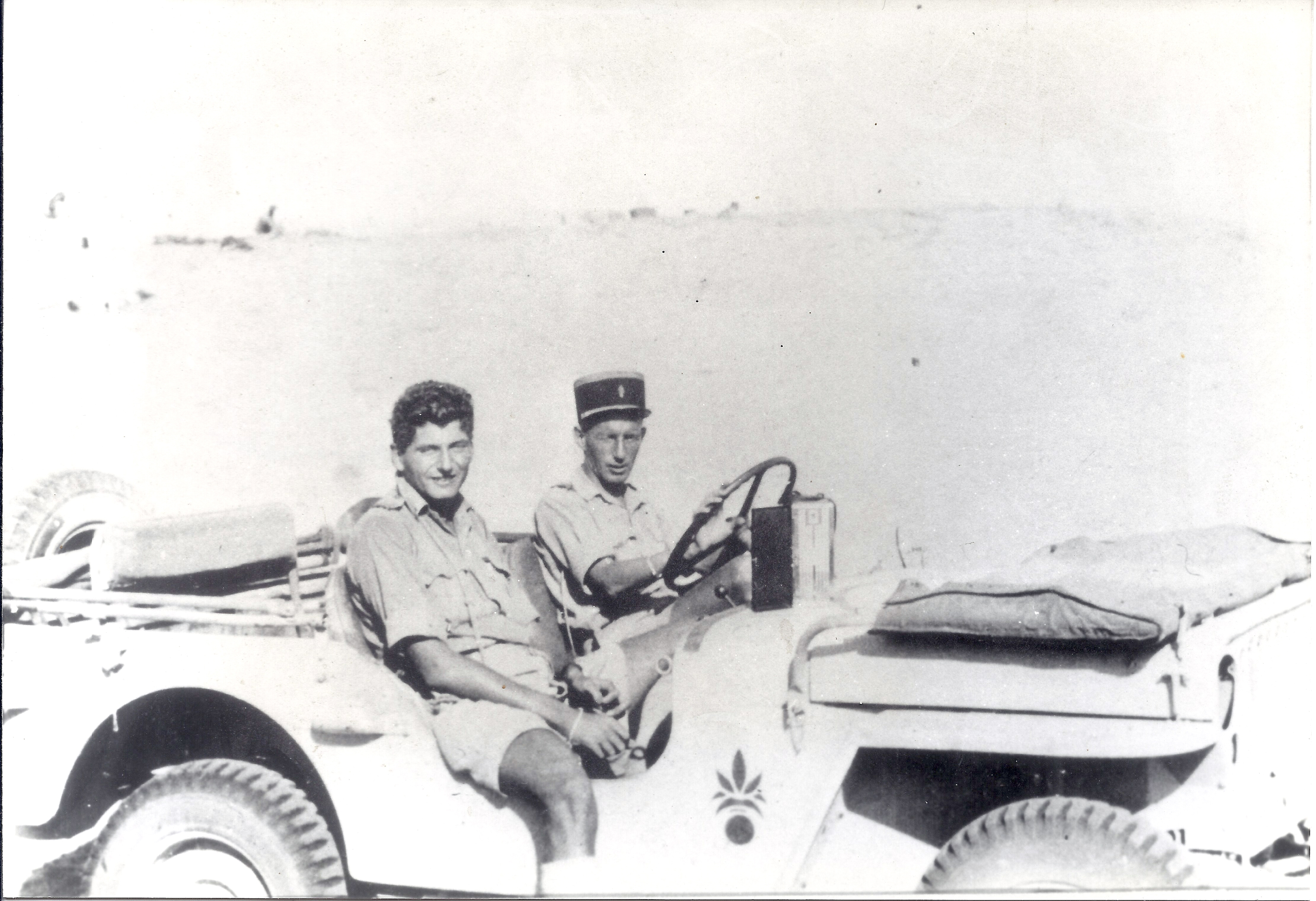
Hubert Germain (rechts) als Unterleutnant mit Paul Arnault bei El-Alamein

Ab Februar 1942 kämpfte er in der 13e demi-brigade de Légion étrangère. Mit dieser war er in Nordafrika im Einsatz und nahm er an der Schlacht von Bir Hakeim (Mai–Juni 1942) teil, in der die französischen Truppen den Vormarsch des Afrikakorps verlangsamen konnten. Im September 1942 zum Leutnant befördert, kämpfte er in der Zweiten Schlacht von El Alamein (Oktober–November 1942) und anschließend im Tunesienfeldzug, der im Mai 1943 mit der Kapitulation der Achsenmächte in Afrika endete.
Am 24. Mai 1944 wurde er während des Italienfeldzugs in Pontecorvo bei Monte Cassino verwundet und nach Neapel evakuiert. Im August 1944 nahm er an der Landung in der Provence und an den Kämpfen der französischen 1. Armee teil, die durch das Rhonetal nordwärts in die Vogesen und das Elsass vordrang. Nach der Kapitulation Deutschlands wurde Germain Adjutant von General Kœnig, der die französischen Besatzungstruppen in Deutschland befehligte. Er wurde 1946 demobilisiert.
Germain wurde für seine Verdienste bei La Libération, der Befreiung Frankreichs von der deutschen Besetzung im Zweiten Weltkrieg, zum Compagnon de la Libération ernannt. Nach der Rückkehr ins zivile Leben wurde er Direktionsmitarbeiter bei einem Chemieunternehmen.

### Politische Karriere
Von 1953 bis 1965 war der Gaullist Hubert Germain Bürgermeister der Kleinstadt Saint-Chéron im Département Essonne, 40 km südwestlich von Paris.
Er wurde als Kandidat der Union pour la Nouvelle République-Union Démocratique du Travail (UNR-UDT) für das Département Paris am 25. November 1962 erstmals Mitglied der Nationalversammlung (Assemblée nationale) und gehörte dieser bis zum 2. April 1967 an. Am 30. Juni 1968 wurde er für die Union pour la défense de la République (UDR) abermals in die Nationalversammlung gewählt. Zu Beginn seiner Parlamentszugehörigkeit wurde er am 13. Juli 1968 Mitglied des Ausschusses für Finanzen, Wirtschaft und Planung (Commission des finances, de l’économie générale et du Plan). Er legte sein Parlamentsmandat am 6. August 1972 nieder, nachdem er am 7. Juli 1972 als Minister für Post und Telekommunikation (Ministre des Postes et télécommunications) in das Kabinett Messmer I berufen worden war.
Am 2. April 1973 wurde Germain für die Union des démocrates pour la République (UDR) im Département Paris erneut zum Mitglied der Nationalversammlung gewählt, der er bis zum 5. Mai angehörte. Zuvor war er, abermals als Minister für Post und Telekommunikation, am 6. April 1973 in das neu gebildete Kabinett Messmer II berufen worden. Im anschließenden Kabinett Messmer III fungierte er schließlich vom 28. Februar bis zum 28. Mai 1974 als Minister mit der Zuständigkeit für die Beziehungen zum Parlament (Ministre chargé des relations avec le Parlement). Zugleich war er vom 11. April bis zum 28. Mai 1974 auch kommissarischer Minister für Post und Telekommunikation (Ministre des postes et télécommunications par intérim), nachdem der bisherige Amtsinhaber Jean Royer seine Kandidatur zur Präsidentschaftswahl im Mai 1974 erklärt hatte.
Germain war der letzte noch lebende „Compagnon de la Libération“. Er verstarb im Oktober 2021 im Alter von 101 Jahren in seinem Krankenzimmer im Hôtel des Invalides.

## Ehrungen und Auszeichnungen
Hubert Germain wurde am 20. November 1944 zum Compagnon de la Libération ernannt. Er war Träger des Croix de guerre 1939–1945 (Kriegskreuz 1939–1945) mit Palmen, der Médaille de la Résistance mit Rosette, des Großkreuzes des Malteserordens und mehrerer anderer ausländischer Auszeichnungen. 2020 ernannte ihn das Vereinigte Königreich zum Mitglied des Order of the British Empire  (MBE). Die Ehrung wurde am 18. Juni 2020, dem 80. Jahrestag von Charles de Gaulles Appell vom 18. Juni, bekanntgemacht. Zugleich mit Germain erhielten die Widerstandskämpfer Daniel Cordier (1920–2020), Edgard Tupët-Thomé (1920–2020) und Pierre Simonet (1921–2020) dieselbe Auszeichnung.